# Dlouhovousáči (klan)
Dlouhovousové (Sigin-tarâg v Khuzdulštině), taktéž známí jako Dlouhovousáči či jako Durinův lid, byl jedním ze sedmi klanů trpaslíků z fiktivního světa J. R. R. Tolkiena, jehož kolonie se nacházely v oblasti Rhovanionu, a to podél jeho západních a severních stran. Jsou to potomci Durina Nesmrtelného a Trpaslíků, jenž přežili konec trpasličích měst Belegost a Nogrod. Během Druhého věku se zdržovali hlavně v oblasti Khazad-dûm a dočasně i posvátné hory Gundabad, avšak v průběhu Třetího věku byli pod vlivem mnoha událostí rozprášeni po celém Rhovanionu.

## Dějiny

### Počátky
Když se Durin Nesmrtelný toulal podél Mlžných hor směrem k jihu, narazil na údolí, které pojmenoval jako Azanulbizar. V jeskyních nad jezerem, které dostaly jméno Kheled-zâram, založil město Khazad-dûm jako domov pro svůj lid a nakonec v něm zemřel před koncem Prvního věku. Trpaslíci z Khazad-dûm také kolonizovali Železné hory, které se staly hlavním zdrojem jejich železné rudy a stezky trpaslíků vedoucí do Železných hor byly založeny podél údolí Anduiny a severně kolem Temného hvozdu a Osamělé hory. Trpaslíci Khazad-dûm také považoval Šedé hory, které ležely východně od posvátné hory Gundabad, za své území. V těchto horách se stále nacházela nemalá populace skřetů, ale během Války drahokamů byli tito skřeti povoláni do Beleriandu, protože Morgoth potřeboval veškerou dostupnou sílu pro své válečné kampaně, a tak byla oblast ponechána míru a pokoji. Když se rasa lidí poprvé stěhovala na západ do Rhovanionu a Eriadoru, narazili během svých cest na kolonie Durinova lidu v Železných horách a následně i na samotné město Khazad-dûm. Kmeny rasy lidí hleděli na trpaslíky s úžasem a dychtivě se od nich učili, a díky těmto trpaslíkům se do té doby primitivní kmeny lidí naučily tvořit své vlastní nástroje i zbraně.

### Druhý věk
Po válce hněvu a rozbití Thangorodrimu byla starověká města Nogrod a Belegost v Modrých horách zcela zničena společně s Beleriandem, jenž se potopil do hlubin Beleageru. Ti z trpaslíků Belegostu a Nogrodu, jenž přežili zkázu svých domovů, Opustily ruiny obou měst a kolem roku 40 Druhého věku se přestěhovali do Khazad-dûm, čímž zvýšili jeho bohatství a moc. Dlouhovousáči v průběhu Druhého věku postupně kolonizovali i Šedé hory, celou oblast Železných hor a expandovali Khazad-dûm podél Mlžných hor až ke hranicím Lothlórienu.
V této době se ale do oblasti Šedých i Mlžných hor začali vracet skřeti, jenž ztratili svého pána Morgotha během předchozích válek. Tito skřeti se okamžitě dostali do konfliktu s místními trpaslíky a následně začalo růst i napětí mezi trpaslíky a Seveřany, převážně se Seveřany žijícími mezi Šedými horami a Temným hvozdem.
V bitvách, jenž následovaly, se trpaslíci cítili ohroženi a nakonec uzavřeli spojenectví se Seveřany proti rostoucí přesile skřetů ze severu. Seveřané poskytovali hlavně zásoby jídla a pitné vody za trpasličí práce v oblasti staveb silnic, těžbě a výrobě nástrojů a zbraní. Zpočátku tento systém prospíval trpaslíkům, protože služby, které poskytovali lidem, vyžadovaly méně úsilí než služby nabízené výměnou, dokud lidé nezmoudřeli a nerozvinuli své vlastní dovednosti. Trpaslíci i přesto měli méně práce v oblasti výroby potravin, a tak mohli pokračovat ve své práci a zdokonalovat své dovednosti.
S lepšími zbraněmi, zbrojem a vlastními jezdeckými dovednostmi, které jim umožňovaly fungovat i jako zvědové či jízdní lučištníci, mohli lidé sledovat a bránit pláně a údolí, což mělo za následek to, že se k těmto oblastem žádný skřet nemohl bez nebezpečí odvážit. Tak vznikla pevná Aliance trpaslíků a lidí, jejímž výsledkem byl vzájemný respekt a také vřelé přátelství. Během tohoto období si Dlouhovousáči osvojili řeč lidí a svůj vlastní jazyk si nechali pro sebe.
V roce 750 elfové Noldor založili novou království podél západní strany Mlžných hor - Eregion. Vzhledem k tomu, že byli elfové Eregionu blízko k trpaslíkům z Khazad-dûm - prakticky před jejich branami, navázali s nimi přátelství, které do té doby  mezi elfy a trpaslíky nevzniklo. Oba národy byly obohaceny  po dlouhou dobu prosperovaly, dokud elfové (svedeni Sauronem) neukovali Prsteny moci (kování začalo kolem roku 1500 a jeden z nich byl dán Durinovi III., podle trpaslíků samotným Celebrimborem, v Khazad-dûmu). V roce 1697 byl během Války elfů se Sauronem Eregion zničen, hlavní město Ost-in-Edhil srovnáno Sauronem se zemí, posvátná hora Gundabad padla do rukou skřetů a brány Khazad-dûm byly na západní i východní straně uzavřeny po mnoho let. Durinův lid tak zůstal uzavřen v Khazad-dûm, jenž byl během této doby zvenčí zcela nedobytný, jeho bohatství zůstalo nedotčeno, ale komunikace mezi trpaslíky z Khazad-dûmu a trpaslíky ze Železných hor byla přerušena. Nakonec se i trpaslíci Khazad-dûmu dostali do kontaktu s koloniemi Númenoru, avšak není známo, jaké byly vztahy mezi oběma stranami. Odhaduje se, že obě strany byly vůči sobě tolerantní nebo že jednoduše ignorovaly jeden druhého, alespoň do konce Druhého věku.
Ve válce poslední aliance v roce 3434 vyslal Khazad-dûm své síly, aby bojovaly po boku Poslední aliance elfů a lidí proti Sauronovi a jeho spojencům z východních i jižních regionů.

### Třetí věk
Během vlády Durina VI. ve Třetím věku se trpaslíci z Khazad-dûmu prokopali hlouběji a hlouběji do nitra Mlžných hor ve snaze najít více ložisek mithrilu, které bylo stále těžší najít. V roce 1980 ale náhodně probudili skrytého Balroga, který uprchl z Beleriandu během Prvního věku a zabil krále Durina VI. I přes všechny snahy trpaslíků o zničení Balroga byl ale roku 1981 zabit i Durinův syn Náin I. a všichni trpaslíci z Khazad-dûmu byli buď zabiti, nebo uprchli ze své domoviny. Většina trpaslíků utekla na sever, kde v roce 1999 Thráin I přetvořil Osamělou horu na nové centrum svého lidu - Erebor, a stal se králem pod horou. Během období ostražitého míru se většina Dlouhovousů shromáždila v Šedých horách.
Kolem roku 2000 Třetího věku, Scatha - mocný drak rodu Dlouhočervů z Šedých hor a jeden z největších draků, kteří zamořili tuto oblast na severu, uloupil poklad od trpaslíků a ukryl ho ve svém útočišti v Šedých horach. Scatha pokračoval ve svém plenění trpasličích domovů šedých hor, dokud nebyl zabit Framem synem Frumgara a princem panství Éothéodu. Jeho znovuzískaný poklad byl předmětem velkého sporu mezi Éothéodem a trpaslíky z Šedých hor, jenž ho prohlásili za svůj. Fram nárok trpaslíků ignoroval a místo toho jim jako dar poslal dračí zuby spolu se zprávou: „Vaše poklady se nevyrovnají takovým drahokamům, protože je těžké je získat.'' Tato zpráva ale trpaslíky rozzlobila a proslýchalo se, že kvůli se této ''urážce'' pokusili zabít Frama. Král Thorin I. nakonec roku 2210 opustil Erebor  a odcestoval dále na sever, do Šedých hor, aby se zde také usadil. Šedé hory byly přetvořeny na nové centrum Dlouhovousáčů a na nějakou dobu se jim tam dařilo, protože hory byly bohaté a hrozba skřetů byla kvůli jejich ztrátám ve válce poslední aliance a pozdějším událostem drasticky minimalizována.
Bohužel v pustinách severně od Šedých hor byli draci a ti v roce 2570 začali válku proti Dlouhovousům. Konflikt vyvrcholil v roce 2589, kdy byli král Dáin I. a jeho druhý syn Frór zabiti velkým chladnodrakem před jeho síní. Brzy poté většina Durinova lidu opustila Ered Mithrin s Grórem, Dáinovým třetím synem, což v roce 2590 přivedlo mnoho následovníků do Železných hor. Ve stejném roce se do Ereboru vrátil Dáinův první syn a dědic, Thrór, se svým strýcem Borinem a zbytkem odcházejících Dlouhovousů. Trpaslíkům v Ereboru se dařilo, získali si přátelství městských států a knížectví seveřanů v této oblasti - jako například městy Dol a Esgaroth, a obchodovali s rudou se svými příbuznými v Železných horách. Zprávy o bohatství Ereboru se ale rozšířily do všech směrů a oblastí, včetně pustin severně od Šedých hor. V roce 2770 Šmak náhle sestoupil ze severu, vpadl do Ereboru a vyplenil trpasličí město. Přestože bylo během jeho útoku zabito mnoho trpaslíků, mnohým z nich se podařilo uniknout. Mezi nimi byl král Thrór a jeho rodina, kteří zamířili na jih do dlouhého putování bez domova, zatímco většina přeživších Dlouhovousů zamířila na východ do Železných hor.
Thrórovi následovníci se nakonec usadili v Dunlandu - východním regionu Enedwaithu, kde jim lidé Gwaithuirim nabídli jídlo i útočiště. Král Thrór z Enedwaithu ale roku 2790 odešel,aby ''viděl, co najde." Se společníkem Nárem přišel k východní bráně Khazad-dûm a vstoupil jako vracející se dědic. Celé dny Nár čekal v úkrytu venku, dokud nebylo Thrórovo tělo odhozeno z bran náčelníkem skřetů Morie Azogem, který Nárovi řekl, aby šel varovat své příbuzné, aby se již nikdy nevrátili do Morie. Nár se vrátil k Thráinovi, synu Thróra, aby podal zprávu, co se stalo. Jako nový král poslal Thráin II., plný hněvu a žalu, zprávu zbývajícím koloniím Dlouhovousáčů, aby se připravili na válku. V roce 2793 dokončili shromažďování armády na dobytí Morie. Dlouhovousáči a dobrovolníci z ostatních šesti klanů trpaslíků opustili své tábory v okolí Želežných hor a pod velením Thráina pochodovali severně od Temného hvozdu a podél údolí Anduiny směrem k Morii. Šest let, od Gundabadu po Kosatcová pole, trpaslíci plenili skřetí osady a vyhladili všechny skřetí komunity, které mohli najít. Bez milosti, naplněni touhou po pomstě a krvi, a hnáni spalujícím hněvem.
Roku 2799 dosáhla trpasličí armáda bran Azanulbizaru a našla zde velké vojsko skřetů, jenž zde na ně čekalo. Trpaslíci vedení Thráinem II. se nenechali odradit. Okamžitě zaútočili a zahájili krvavou bitvu o Azanulbizar. I tuto poslední bitvu trpaslíci vyhráli, avšak za velkou cenu. Navíc, Azog byl sice sťat a Thrór byl pomstěn, ale trpaslíci nemohli dobýt Khazad-dûm, protože uvnitř stále přebýval Balrog. Po skončení války se trpaslíci rozprchli a vrátili do svých domovů. Dáin Železná noha vedl svůj kontingent Dlouhovousů zpět do Železných hor a Thráin II. s Thorinem, Balinem, Glóinem a dalšími z jejich následovníků se vrátili do Dunlandu. Brzy je však tiché kopce a lesy Gwaithuirimů omrzely a tak putovali Eriadorem, dokud se neusadili v severní části Ered Luin za řekou Lunou. Tam se jim dařilo a jejich počet pomalu rostl.
Thráin II. se v roce 2841 rozhodl vrátit do Ereboru, ale jak cestoval, začali ho pronásledovat Sauronovi služebníci. Jednoho dne v roce 2845 byl Thráin zajat a uvězněn v pevnosti Dol Guldur. Nakonec ho v roce 2850 Gandalf našel a dostal klíč od Ereboru, ale poslední ze Sedmi prstenů byl vzat a Gandalf nebyl schopen trpaslíka zachránit. Král Thorin II. Pavéza a jeho lidé pokračovali v práci a obchodování v Ered Luin, až jednoho dne Thorin vyhledal a našel Gandalfa, aby ho požádal o radu a pomoc při boji se Šmakem. Gandalf vymyslel plán na vloupání a využil služby Bilba Pytlíka z Kraje. Plán uspěl a Šmak byl zabit, ale v následující bitvě pěti armád byl Thorin zabit. Jeho bratranec Dáin Železná noha, který v bitvě vedl kontingent trpaslíků z Železných hor, však vstoupil do Ereboru a obnovil Království pod horou jako král Dáin II. 
Mnoho trpaslíků bylo nadšeno ze znovuzískání jejich hlavního města, avšak byli zde i tací, jenž chtěli více. Tato skupina trpaslíků patřila mezi snílky, jenž chtěli obnovit kolonie Dlouhovousů v Šedých horách, které Chladnodraci již dávno opustili a kde po nich zůstaly jen komunity početných skřetů. Mezi těmito snílky byl i Balin, jehož sny sahali do větších výšin a který chtěl (i přes varování přátel i samotného Daina) obnovit Khazad-dûm. I přes snahy svého krále si Balin nedal říct, a místo toho vedl expedici několika stovek trpaslíků (pravděpodobně dvě až tři stovky), mezi nimiž byli i Óin a Ori, do Morie, kde s materiální podporou (ve formě zásob jídla a pitné vody) od lidí z údolí Anduiny trpaslíci obnovili kontrolu nad oblastmi východní brány, první, druhé a dvacáté první haly, kde se Balin prohlásil pánem Morie a odkud posílal Dáinovi zprávy ohledně jejich progresu. I přes veškeré jejich snahy ale tato expedice skončila tragicky a všichni trpaslíci v Morii - včetně Óina, Oriho i samotného Balina, byli do jednoho pobyti početnějšími skřety.
Durinův lid sílil v Ereboru, dokud během Války o Prsten jejich říše a království Dolu nebyly napadeny Sauronovými severními silami, jenž byly podpořeny armádami Východňanů z Logathu, Bozorganushe a kmenů Lotanu pod velením Erbunze a Rurzaura. V bitvě o Erebor v roce 3019 padl král Dáin II. a trpaslíci byli společně s lidmi z Dolu nahnáni do nitra Ereboru, kde byli obléháni až do konce války. Po zprávě o Sauronově pádu však obležení porazili armádu Saurona a Dáinova syna, Thorin Kamenná přilba se stal králem pod horou jako Thorin III.

### Čtvrtý věk
Po pádu Saurona Gimli, syn Glóina, přivedl část Durinova lidu z Ereboru na jih do Aglarondu a tam založil novou kolonii trpaslíků. Gimli zde sloužil jako Pán kolonie třpytivých jeskyní a zdejší trpaslíci sdíleli svá bohatství s lidmi z Gondoru a Rohanu.
Nakonec potomek Thorina III., Durin VII., vedl armádu dobrovolníků z Ereboru zpět do Khazad-dûmu a s pomocí armády Dúnadanů z Gondoru obnovil starověké království někdy po roce 171 Čtvrtého věku. A tam jeho lidé zůstali, dokud ''svět nezestárl a dny trpasličí rasy nebyly sečteny."